# Конечная (Пунемский сельсовет)
Конечная — деревня в Вожегодском районе Вологодской области.
Входит в состав Бекетовского сельского поселения (с 1 января 2006 года по 9 апреля 2009 года входила в Пунемское сельское поселение), с точки зрения административно-территориального деления — в Пунемский сельсовет.
Расстояние до районного центра Вожеги по автодороге — 81,5 км, до центра муниципального образования Бекетовской по прямой — 22 км. Ближайшие населённые пункты — Мытник, Тигино, Покровская, Зуево, Курицино, Филатовская, Строкавино.
По переписи 2002 года население — 2 человека.